# 迪維安許·辛格·潘瓦
迪維安許·辛格·潘瓦（Divyansh Singh Panwar，2002年10月19日—），是一名印度射擊運動員，他在12歲時開始接觸射擊，19歲時達到高級水準。曾獲得2019年亞洲射擊錦標賽男子10米氣步槍冠軍。

## 外部連結
- ISSF （页面存档备份，存于）